# Dunedinia
Dunedinia is een geslacht van spinnen uit de familie hangmatspinnen (Linyphiidae).

## Soorten
De volgende soorten zijn bij het geslacht ingedeeld:
- Dunedinia decolor Millidge, 1988
- Dunedinia denticulata Millidge, 1988
- Dunedinia occidentalis Millidge, 1993
- Dunedinia opaca Millidge, 1993
- Dunedinia pullata Millidge, 1988